# Zalaszentlőrinc, Zala
Zalaszentlőrinc  este un sat în districtul Zalaegerszeg, județul Zala, Ungaria, având o populație de 289 de locuitori (2011). 

## Demografie
Componența etnică a satului Zalaszentlőrinc
     Maghiari (100%)
Componența confesională a satului Zalaszentlőrinc
     Romano-catolici (66,44%)
     Fără religie (2,77%)
     Reformați (1,38%)
     Atei (1,04%)
     Necunoscută (28,37%)
Conform recensământului din 2011, satul Zalaszentlőrinc avea 289 de locuitori. Din punct de vedere etnic, majoritatea locuitorilor (100,0%) erau maghiari.  Din punct de vedere confesional, majoritatea locuitorilor (66,44%) erau romano-catolici, existând și minorități de persoane fără religie (2,77%), reformați (1,38%) și atei (1,04%). Pentru 28,37% din locuitori nu este cunoscută apartenența confesională.